# 泰安侵华日军司令部旧址
泰安侵华日军司令部旧址，位于山东省泰安市泰山区岱庙街道。是中华人民共和国山东省省级文物保护单位之一。
1994年3月18日，列入第一批泰安市重点文物保护单位，登记名为“育英中学”。2015年6月23日，列入第五批山东省文物保护单位，该文物保护单位分类为抗战遗址、纪念设施。